# Landessammelquartier
Ein Landessammelquartier (oder Sammelquartier) ist in Niederösterreich ein Lager zur vorübergehenden Unterbringung abgelehnter Asylwerber vor ihrer geplanten Abschiebung. Nach der Aussage von Landeshauptfrau Johanna Mikl-Leitner ist die korrekte Bezeichnung Grundversorgungsquartiere des Landes. Sie kritisiert damit gleichzeitig die Wortwahl des zuständigen Landesrates.
Die von Landesrat Gottfried Waldhäusl im Frühjahr 2018 initiierten Quartiere werden mit rechtskräftig negativ beschiedenen Flüchtlingen befüllt, die dann organisiert ins Ausland verbracht werden können. Der überwiegende Teil dieser Personen kam im Rahmen der Flüchtlingskrise 2015 nach Österreich.
Laut Presseberichten soll es in Niederösterreich insgesamt fünf bis sechs Landessammelquartiere geben, die Tageszeitung Der Standard berichtet am 1. Mai 2018 von einem in Poysdorf und einem in Mitterndorf an der Fischa. Die Tageszeitung Kurier berichtet über mindestens acht Pensionen und nennt Texing, Opponitz, Altenmarkt an der Triesting, Frankenfels, Mitterndorf (Gemeinde Michelhausen), Poysdorf, Baden und Greifenstein. Am 3. Mai berichtete die Tageszeitung Der Standard von weiteren bekannt gewordenen Standorten in Frankenfels, Grünbach am Schneeberg und Lanzendorf.